# RR-Klasse 15/15A
Die Fahrzeuge der Klassen 15 und 15A der ehemaligen Rhodesian Railways (RR) bzw. der Zambia Railways (ZR) und der National Railways of Zimbabwe (NRZ) sind Gelenklokomotiven der Bauart Garratt. 
Mit 74 gebauten Exemplaren waren die Lokomotiven nach der Klasse GMA/GMAM der SAR (120) die Garratt-Type mit der zweitgrößten Stückzahl. Einige der Lokomotiven sind bis heute im Einsatz.

## Entwicklung und Lieferserien
Die Lokomotiven haben die Achsfolge (2'C2')(2'C2'), auch „Double Hudson“ oder „Double Baltic“ genannt. Diese Achsfolge eignet sich gut für höhere Geschwindigkeiten in beide Richtungen kombiniert mit einem großen Wasser- und Brennstoffvorrat. Sie wurde aber nur bei einer einzigen anderen Garratt-Type angewandt, den Lokomotiven Nr. 250 bis 259 der Sudan Railways, die als Klasse 17 auch 15 Jahre lang bei den RR im Einsatz waren, bevor sie wiederum an die CFM verkauft wurden.
Die Klasse 15 basierte weitgehend auf der Klasse 16 – Achsfolge (1'D1')(1'D1') –, deren relativ gute Laufeigenschaften auch bei höheren Geschwindigkeiten den Wunsch nach einer auch für Reisezüge auf Hauptstrecken geeigneten Lokomotive mit größeren Treibrädern aufkommen hatten lassen. Zunächst war eine (2'C1')(1'C2') mit der gleichen Achszahl wie die Klasse 16 geplant, doch angeregt durch die bereits erwähnten Lokomotiven der Sudan Railways entschied man sich für eine zusätzliche Laufachse, um größere Vorräte mitführen zu können. Der Mittelteil der Lokomotiven mit dem Kessel war weitgehend identisch mit dem der Klasse 16, die Größe der Treibräder entsprach mit 1447 mm der der sudanesischen Lokomotiven. 
Zunächst wurden vier Lokomotiven der Klasse 15 von Beyer-Peacock beschafft; sie erhielten die Bahnnummern 271–274. Erstmals – und im Gegensatz zur Klasse 16 – hatten diese Lokomotiven einen „stromlinienförmig“ abgerundeten vorderen Wassertank, der später zu einem typischen Merkmal moderner Garratt-Lokomotiven wurde. Der hintere Bunker behielt jedoch die bis dahin übliche kantige Form.
Die Lokomotiven bewährten sich und fielen vor allem durch ihre hohe Verfügbarkeit auf; sie erbrachten Laufleistungen von fast 10.000 km im Monat. Der Erfolg führte zur Beschaffung weiterer 70 Lokomotiven der Klassen 15 bzw. 15A, allerdings erst nach dem Zweiten Weltkrieg.
1947 wurden 10 Lokomotiven mit den Nummern 275–280 und 290–293 geliefert, die sich von den ersten vier durch eine geänderte, leichter zu fertigende Form des vorderen Wassertanks unterschieden. Außerdem war jetzt auch der hintere Wassertank bzw. Kohlenkasten abgerundet. Weitere 20 Lokomotiven mit einer wieder etwas geänderten Form des vorderen Wassertanks folgten bis 1948. Bei diesen war außerdem der Kohlenvorrat von 10 auf 12,5 t vergrößert worden. Sie erhielten die Nummern 364–383.
Die weiteren Lieferungen zwischen 1949 und 1952 mit insgesamt 40 Exemplaren wurden als Klasse 15A bezeichnet. Äußerlich weitgehend identisch zur letzten Serie der Klasse 15, war der wesentliche Unterschied die Anhebung des Kesseldrucks von 12,65 auf 14 bar. Die Lokomotiven erhielten die Nummern 384–423. Die Nummer 404 wurde später in 424 umgenummert; die Gründe dafür liegen im Verborgenen.
Mit Ausnahme der letzten 10 Lokomotiven, die von 1952 Franco-Belge als Unterauftrag für Beyer-Peacock geliefert wurden, stammten alle 15/15A von Beyer-Peacock selbst.
Mit der Einführung der Klassen 17 und 18, die die Nummern 271–280 bzw. 281–289 erhielten, wurden die frühen Maschinen der Klasse 15 umgenummert. Die ersten vier erhielten die Nummern 350–353 und die nächsten zehn die Nummern 354–363, so dass die Klasse 15/15A jetzt – mit Ausnahme der Nummer 404 – den Nummernbereich zwischen 350 und 424 belegte.
Im Laufe der Jahre hat sich die Zuordnung der einzelnen Lokomotiven zu den Klassen 15 oder 15A geändert, da die Kessel untereinander und auch mit denen der Klasse 16A getauscht werden konnten, was eine übliche Praxis bei der Instandhaltung war. Es ist also nicht mehr möglich, aus der Loknummer auf den Kesseldruck zu schließen. Die Lokomotiven Nr. 352 und 353 aus der ersten Serie sowie einige Lokomotiven der zweiten Serie erhielten nachträglich einen vorderen Wassertank, der der dritten Serie entspricht.

## Einsatz

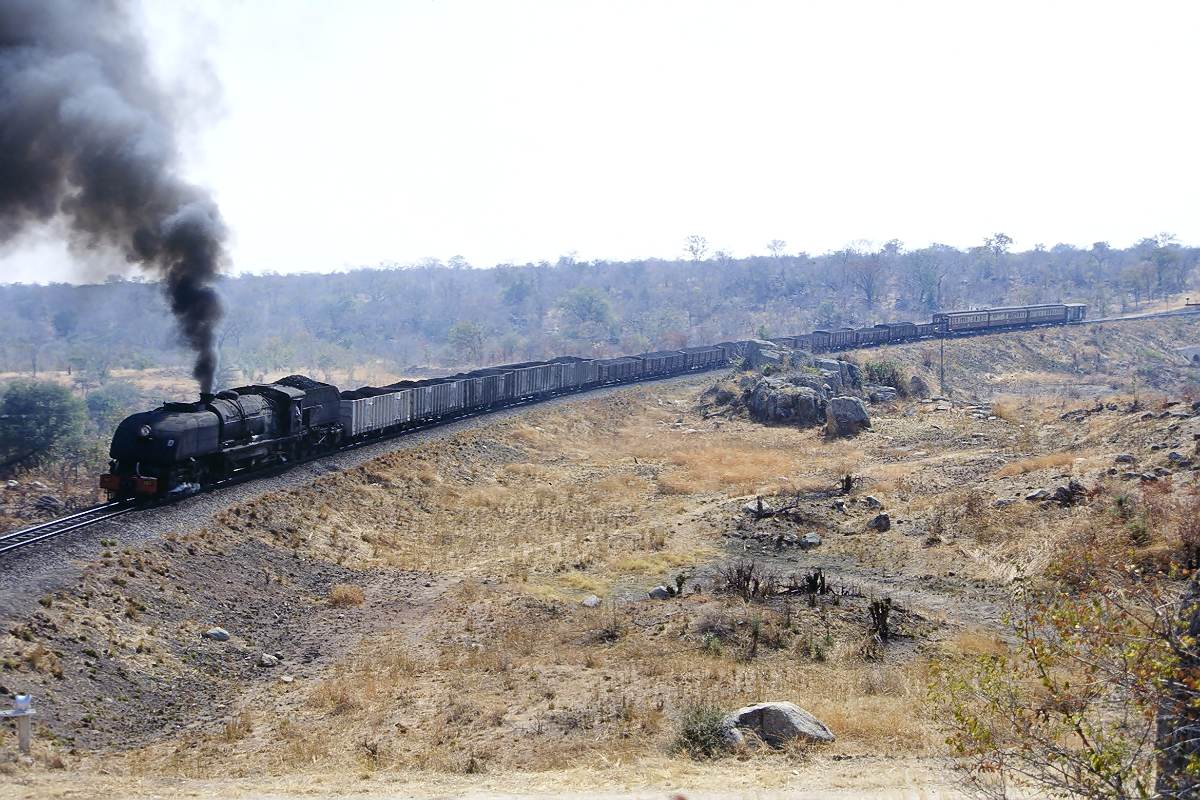
Eine Garratt der Klasse 15 mit einem gemischten Zug kurz vor Dete (1990)

Stammstrecke der Klasse 15 war die internationale Verbindung zwischen Bulawayo über Francistown und Gaborone in Botswana nach Mafikeng in Südafrika. Auf dieser 775 km langen Strecke hatten die 15/15A praktisch das Traktionsmonopol, das heißt die Lokomotiven beförderten alle Zuggattungen. Bei durchgehenden Zügen blieben die Lokomotiven ununterbrochen am Zug, und ein zweites Lokpersonal fuhr in einem Dienstwagen mit.
Die vom Rangier- bis zum Reisezugdienst universell verwendbaren Lokomotiven kamen auch auf den anderen Hauptstrecken zum Einsatz, von Bulawayo nach Salisbury und Victoria Falls sowie auf der Strecke zwischen Gwelo und Malvernia in Mosambik. Einige wenige wurden auch in Nordrhodesien eingesetzt.
1964 wurde Nordrhodesien unabhängig. Bei der dadurch bedingten Teilung des Landes in Sambia und Südrhodesien blieben jedoch die meisten Lokomotiven der Klasse 15/15A im Südteil.

## Rekonstruktion
Wegen der nach der Ölkrise von 1978 steigenden Ölpreise beschlossen die NRZ 1978 ein Rekonstruktionsprogramm für Dampflokomotiven, weil diese die mit billiger heimischer Kohle betrieben werden konnten. 1980–1983 wurden die noch vorhandenen Garratt-Lokomotiven vollständig grundüberholt und in einigen Punkten modernisiert, unter anderem durch den Einbau von Rollenlagern. Die Aufgabe wurde an private Unternehmen übertragen, insbesondere an die RESSCO-Werke in Bulawayo. 
Unter den rekonstruierten Lokomotiven waren 34 aus der Klasse 15/15A, allerdings keine mehr aus den ersten beiden Lieferserien. Weil durch den Tausch der Kessel die Unterschiede zwischen den Klassen 15 und 15A ohnehin verwischt waren, ließ man das A ganz wegfallen und bezeichnete fortan alle Lokomotiven als Klasse 15. Weil nur wenige Lokomotiven in Sambia verblieben waren und deshalb, anders als bei den Klassen 16A und 20/20A, keine größeren Lücken in der Nummerierung bestanden, behielten die rekonstruierten Lokomotiven der Klasse 15 ihre alten Nummern. Zusätzlich erhielten sie Namen von Vögeln und anderen Tieren.
Wegen der weiterhin schwierigen wirtschaftlichen Lage Simbabwes blieben die rekonstruierten Dampflokomotiven länger im Einsatz als ursprünglich geplant. Erst um die Jahrtausendwende wurde das Ende des Dampfbetriebs beschlossen, und die Lokomotiven wurden nur noch so lange eingesetzt, wie es die Laufzeit der Kesselzertifikate zuließ und solange keine größeren Schäden auftraten. Die abgestellten Lokomotiven dienten dann als Ersatzteilspender, wurden jedoch nicht verschrottet. Von der Klasse 15 waren zuletzt die Lokomotiven Nr. 386, 394 und 395 im Einsatz. 
Entgegen den Planungen wurden bzw. werden zehn Lokomotiven 2006/2007 erneut aufgearbeitet, wenn auch nicht so gründlich wie Anfang der 1980er Jahre, so dass ein weiterer Einsatz zumindest im Rangierdienst und vor Vorort- und Sonderzügen möglich ist. Darunter sind vier Maschinen der Klasse 15, Nr. 386, 395, 416 und 424. Die Aufarbeitung fünf weiterer Garratts ist zumindest im Gespräch; mit dabei wäre die Klasse 15 Nr. 394.

## Kohlenbahn Hwange
Zwei Lokomotiven der Klasse 15 wurden von der Kohlenbahn Hwange (früher Wankie) von der NRZ übernommen und für Rangieraufgaben sowie den Transfer zum NRZ-Bahnhof Thomson Junction eingesetzt. Sie erhielten die Nummern 11 und 12 (ehem. NRZ-Nummern 423 und 370). Wegen der schlechten Verfügbarkeit von Diesel ist bis heute ist eine dieser Lokomotiven regelmäßig im Einsatz, während die andere als Reserve bereitgehalten wird.

## Museumslokomotiven
Mindestens vier Lokomotiven der Klasse 15/15A sind derzeit Museums- bzw. Denkmallokomotiven, darunter zwei der ersten vier aus dem Jahr 1939:
- Nr. 350 (früher Nr. 271) steht zusammen mit zwei anderen Lokomotiven in Kadoma.
- Nr. 352 (früher Nr. 273) steht schon seit 1976 im Bahnhof von Francistown in Botswana.
- Nr. 389  wurde 2011 nach Neuseeland überführt, wo sie für den Einsatz vor Touristenzügen aufgearbeitet werden soll.[3]
- Nr. 401 steht im Eisenbahnmuseum von Livingstone in Sambia (siehe Weblink).

Im Eisenbahnmuseum in Bulawayo steht derzeit keine dieser Lokomotiven.